# Clément Daguin
Pour les articles homonymes, voir Daguin.

a Compétitions nationales et continentales officielles uniquement.

Dernière mise à jour le 11 novembre 2021.
Clément Daguin (né le 25 mai 1992) est un joueur français de rugby à XV qui évolue au poste de demi de mêlée (1,77 m pour 78 kg).

## Biographie
Clément Daguin est issu d'une famille de rugbymans, son père ainsi que ses deux frères ont tous pratiqués ce sport. Clément et ses deux frères ont débuté ensemble au Paris université club.
Il fait ses débuts au plus haut niveau au sein des espoirs du Stade français, à partir de 2009,. En 2013, il intègre l'effectif professionnel du club. Un an plus tard, il part en prêt pour le club de RC Massy avant de revenir l'année suivante au Stade français où il officie de 2015 à 2020.
Avec les arrivées d'Arthur Coville en 2016 et de James Hall en 2019 au club, le demi de mêlée ne dispose pas de beaucoup de temps de jeu et demeure souvent au second plan,.
En février 2020 il est le capitaine de l'équipe du Stade français dans le cadre du tournoi superseven organisé par la Ligue Nationale de Rugby, où son équipe termine au pied du podium, sur seize équipes engagées.
En mai 2020, le Stade français annonce ne pas conserver le joueur pour la saison suivante.
Durant le premier confinement il participe avec son équipe à des distributions de produits alimentaires aux supporters du Stade français.
Après certaines rumeurs de transferts vers Béziers et l'équipe de France de rugby à 7, il choisit de mettre un terme à sa carrière sportive, pour rentrer dans la vie professionnelle. Clément Daguin avait poursuivi ses études en parallèle de sa carrière de joueur.
En 2021, il reprend une licence de joueur avec son ancien club du Paris UC en Fédérale 2 rejoignant ainsi son frère avec qui il forme souvent la charnière,.

## Vie privée
Pour l'édition 2019 du calendrier des Dieux du Stade, il est mis en scène sur la couverture. Il s'agit de sa sixième participation au calendrier.